# Hengqin Headquarters Tower 1
La Hengqin Headquarters Tower 1 est un gratte-ciel en construction depuis 2013 à Zhuhai en Chine. Il sera voisin de la Hengqin Headquarters Tower 2, qui atteindra presque 500 mètres de hauteur. 